# Medaillespiegel
Een medaillespiegel of medailleklassement is een ranglijst naar het aantal behaalde medailles. Dit kan individueel of per land. Bij een periodiek evenement zoals de Olympische Spelen kan men de aantallen ook optellen over alle edities. De volgorde kan zijn naar het aantal gouden, zilveren en bronzen medailles samen, of eerst naar het aantal gouden, dan naar het aantal zilveren en dan naar het aantal bronzen (lexicografische volgorde). 
Voorbeelden van medaillespiegels zijn:
- Medaillespiegel Zomerspelen aller tijden
- Medaillespiegel Winterspelen aller tijden
- Wereldkampioenschap schaatsen heren afstanden